# Meleagros (kung)
Meleagros  (grekiska:Μελέαγρος) var kung av Makedonien under två månader år 279 f.Kr.
Meleagros var son till Ptolemaios I Soter och Eurydike, och yngre bror till Ptolemaios Keraunos, som han efterträdde på tronen. Han regerade 279 f.Kr. i bara två månader, sedan han avsatts av den makedonska armén, som bedömde honom som olämplig att regera på grund av den fara som han hade försatt landet i under kelternas invasion.